# مارینلا فالکا
مارینلا فالکا (ایتالیایی: Marinella Falca؛ زادهٔ ۱ مهٔ ۱۹۸۶) ژیمناست ریتمیک اهل ایتالیا است.
وی در مسابقات کشوری و بین‌المللی در مجموع برندهٔ ۲ مدال طلا، ۷ مدال نقره، ۳ مدال برنز شده‌است.